# Carlos Lopes
Carlos Alberto de Sousa Lopes (Vildemoinhos, Portugal; 18 de febrero de 1947) es un exatleta portugués especialista en carreras de larga distancia que fue campeón olímpico de maratón en los Juegos Olímpicos de Los Ángeles 1984 y que batió en Róterdam en 1985 la plusmarca mundial de esta prueba con 2h:07:12.

## Inicios
Lopes fue uno de esos atletas que empezaron tarde a hacer atletismo, y que tras unos comienzos bastante mediocres fue poco a poco superándose a sí mismo hasta llegar a estar entre los mejores del mundo. 
Provenía de una familia humilde, y él mismo trabajó como ayudante en una mina. Jugaba al fútbol en un equipo local, hasta que comenzó en el atletismo.
Inició su carrera atlética en 1966, cuando participó en el Campeonato de Portugal de cross-country en categoría júnior. Aunque solo fue 3.º en esa carrera, el entrenador Maniz Pereira se fijó en él y pensó que aquel chico de pequeña estatura (solo 1,66) podía llegar lejos en el atletismo. Se lo llevó con él para entrenar en Lisboa, junto a otros fondistas portugueses de élite, como Fernando Mamede, con quien Lopes mantuvo una gran rivalidad.
Participó en su primer Campeonato de Europa en Helsinki 1971, donde no tuvo una actuación destacada, pues fue último en la final de los 10.000 metros. Al año siguiente, en los Juegos Olímpicos de Múnich 1972, ni siquiera logró clasificarse para la final de 10.000 m.
En los años siguientes tampoco consiguió logros destacables, y sufrió varias lesiones que impidieron continuar su progresión; pero la situación cambió en 1975, cuando consiguió una beca del gobierno, lo que le permitió dedicarse íntegramente a entrenar.

## Primeros éxitos
En 1976 obtuvo su primer gran éxito ganando el Campeonato Mundial de Campo a Través  disputado en Chepstow. Ese mismo verano en los Juegos Olímpicos de Montreal obtuvo la medalla de plata en los 10.000 m, donde solo fue superado por el finlandés Lasse Virén, que revalidó así el oro conseguido cuatro años antes en Múnich.
En 1977 no pudo revalidar en Düsseldorf el título mundial de cross, finalizando 2.º la prueba. En los años siguientes su carrera volvió a estancarse por culpa de la una pertinaz tendinitis, que casi le hace decir adiós al atletismo. Además, la ausencia de Portugal en los Juegos Olímpicos de Moscú 1980 le impidieron acudir a dicha cita.
Sin embargo, lejos de retirarse, volvió a su mejor estado de forma en 1982, cuando batió en Oslo la plusmarca europea de los 10.000 metros con 27:24,39, arrebatándoselo precisamente a su compatriota Fernando Mamede. Sin embargo falló en los Campeonatos de Europa de Atenas 1982, donde solo pudo acabar 4.º en esta prueba.

## La maratón
A finales de 1982, decidió probar suerte por primera en la prueba de maratón, corriendo la Maratón de Nueva York. Hasta el km. 30 ocupaba la primera posición, pero a partir de ahí y tras un encontronazo con una espectadora que se le cruzó, comenzó a sufrir calambres que le obligaron finalmente a retirarse. Pese a todo la experiencia fue positiva, y demostró que tenía posibilidades de hacerlo bien en esta prueba.
En 1983 participó en el Maratón de Róterdam. Allí los favoritos eran el cubano-americano Alberto Salazar y el australiano Robert de Castella, pero Lopes hizo una gran carrera y estuvo a punto de ganar la prueba, cediendo solo en el sprint final ante De Castella, mientras que Salazar llegó bastante retrasado. Pese a ser 2.º, la marca de Lopes de 2h08:39 significaba un nuevo récord de Europa.
En el verano decidió participar en los 10.000 metros del Mundial de Helsinki 1983, prueba en la acabó en una discreta 6.ª posición.
1984 fue el gran año para Carlos Lopes. Ya había dado un aviso en el invierno, cuando ganó por segunda vez el Campeonato Mundial de Campo a Través en Nueva Jersey. El 2 de julio en Estocolmo ayudó a su compatriota Fernando Mamede a batir el récord mundial de los 10.000 metros, en una prueba en la que Mamede hizo 27:13,81, mientras que Lopes acabó 2.º con 27:17,48, la mejor marca de su vida en esta prueba.

## Éxito olímpico
Pero su momento de mayor gloria llegó en los Juegos Olímpicos de Los Ángeles 1984. La prueba de maratón, disputada en el último día de los Juegos, se corrió en condiciones de calor y humedad bastante adversas. Los grandes favoritos, De Castella y sobre todo Alberto Salazar, pagaron el esfuerzo y llegaron lejos de los mejores. Carlos Lopes hizo una carrera magnífica e inteligente, liderando en solitario desde el km 38, sacándole una gran ventaja a su perseguidor inmediato, el irlandés John Treacy. Es así que a sus 37 años se convirtió en el campeón olímpico de maratón más veterano de la historia y, además, logró un nuevo récord olímpico de 2h09:21 (récord que se ha mantenido vigente durante 24 años, hasta los Juegos Olímpicos de Pekín 2008). Su medalla de oro fue también la primera en la historia del atletismo portugués.
A su regreso a Portugal fue recibido como un héroe nacional, y el presidente de la República Mario Soares le condecoró con la Gran Cruz de la Orden del Infante; sin embargo, lejos de dejarse llevar por el éxito, siguió entrenando igual que siempre, y a comienzos de 1985 obtuvo su tercer título mundial de campo a través, precisamente en Lisboa y ante su público.
En su última gran carrera, el Maratón de Róterdam de ese mismo año, puso el broche definitivo a su carrera deportiva batiendo el récord mundial con 2h07:12, rebajando en 54 segundos el récord anterior del galés Steve Jones.
Luego fue a correr la que fue su última maratón, en Tokio, donde tuvo que abandonar la prueba bastante pronto. Las lesiones le hicieron poner punto final a su carrera deportiva a finales de 1985.

## Resultados destacados
- Campeonato del mundo de cross de Chepstow 1976 - 1.º
- Juegos Olímpicos de Montreal 1976 - 2.º en 10.000 m (27:45,17)
- Campeonato del mundo de cross de Dusseldorf 1977 - 2.º
- Europeos de Atenas 1982 - 4.º en 10.000 m (27:47,95)
- Campeonato del mundo de cross de Meadowlands 1983 - 2.º
- Mundiales de Helsinki 1983 - 6.º en 10.000 m (28:06,78)
- Campeonato del mundo de cross de Nueva Jersey 1984 - 1.º
- Juegos Olímpicos de Los Ángeles 1984 - 1.º en maratón (2h09:21)
- Campeonato del mundo de cross de Lisboa 1985 - 1.º

## Mejores marcas
- 5.000 metros - 13:16,38 (Oslo, 1984)
- 10.000 metros - 27:17,48 (Estocolmo, 1984)
- Maratón - 2h07.12 (Róterdam, 1985)